# Bartu Umut
Bartu Umut (* 15. August 1994 in Izmir) ist ein türkischer Fußballspieler. 

## Karriere
Umut begann seine Karriere beim damaligen Zweitligisten Karşıyaka SK und wurde 2013 an Kızılcabölükspor ausgeliehen, wo er zu fünf Einsätzen kam. Nach seiner Rückkehr wurde Umut weiter vorrangig in der zweiten Mannschaft eingesetzt und für die Spielzeit 2015/16 lieh man ihn an den Viertligisten Düzcespor aus. Anschließend kam er zwar regelmäßiger bei den Profis zum Einsatz, wechselte aber trotzdem  im Sommer 2019 zurück in den Amateurbereich. Dort spielte er bisher für Salihli Belediyespor, Efeler 09 SFK, Cigli Belediye sowie aktuell steht Umut bei Alacatıspor unter Vertrag.